# رزماری لینت
رزماری لینت (آلمانی: Rosemarie Lindt؛ زادهٔ ۱۹۳۹) رقصنده باله و بازیگر اهل آلمان است.
از فیلم‌ها یا برنامه‌های تلویزیونی که وی در آن نقش داشته‌است، می‌توان به کانتربری ممنوعه، التهاب در حومه شهر، خدمتکار، دکامرون ۳۰۰، بازی‌های ممنوعه پیترو آرتینو، زنان سیری‌ناپذیر، قهرمانان در جهنم، لب‌های داغ، سالن کیتی، هرکول شکست‌ناپذیر، سوزان، خانم صاحبخانه لان، انتقام امانوئل، خانم صاحبخانه هم روابط عاشقانه دارد، قصر لذت، حادثه سان فرانسیسکو و والری، ظاهر و باطن اشاره کرد.